# Kirsty Flockhart
Kirsty Flockhart (* 16. Februar 1978, geborene Kirsty Sneddon) ist eine schottische Badmintonspielerin. 

## Karriere
Kirsty Flockhart nahm 2000 an  den Irish Open, den Scottish Open und den US Open teil. Während sie bei den beiden letztgenannten Veranstaltungen jeweils in der Runde der letzten 32 ausschied, erreichte sie bei den Irish Open das Viertelfinale. Des Weiteren gewann sie bei den schottischen Badmintonmeisterschaften 2014 Bronze im Damendoppel mit ihrer Schwester Fiona Sneddon. Mit ihr war sie auch bei den East of Scotland Championships 2014 und den West of Scotland Championships 2014 erfolgreich.